# Fourmiz
Pour plus de détails, voir Fiche technique et Distribution.
Fourmiz (Antz) est un film d'animation d'Eric Darnell et Tim Johnson, produit par DreamWorks Animation et sorti en 1998.

## Synopsis
Dans sa colonie de fourmis, Z est un ouvrier. Il se sent « insignifiant » jusqu'au jour où il rencontre par hasard la princesse Bala qui chantait avec sa harpe de feuille d'or. Dans l'espoir de la revoir, il échange sa place avec son ami Weaver, un soldat.
Il revient en héros de la guerre contre les termites, puis fuit la colonie avec Bala vers le paradis d'Insectopie. Mais le général-tyran Mandibule les retrouve et ils devront déjouer son plan de destruction pour sauver les ouvriers de la colonie.

## Fiche technique
- Titre original : Antz
- Titre français : Fourmiz
- Réalisation : Eric Darnell et Tim Johnson
- Scénario : Todd Alcott, Chris Weitz et Paul Weitz
- Chef de l'histoire : Randy Cartwright
- Décors : John Bell (en)
- Montage : Stan Webb
- Musique : Harry Gregson-Williams et John Powell (additionnel : Steve Jablonsky, Geoff Zanelli, Rupert Gregson-Williams, Gavin Greenaway et Bob Daspit)
- Production : Brad Lewis, Aron Warner, Patty Wooton, Penney Finkelman Cox, Sandra Rabins et Carl Rosendahl
- Société de production : DreamWorks Animation et Pacific Data Images
- Société de distribution : DreamWorks SKG, United International Pictures
- Budget : 60 000 000 $
- Pays d'origine :  États-Unis
- Langue originale : anglais
- Format : Couleurs - 1,85:1 - DTS / Dolby Digital / SDDS - 35 mm
- Genre : Animation
- Durée : 83 minutes
- Dates de sortie[2] :
  -  Canada : 19 septembre 1998 (festival de Toronto)
  -  États-Unis,  Canada : 2 octobre 1998
  -  France : 11 novembre 1998

## Distribution
| - Woody Allen : Z - Sharon Stone : Princesse Bala - Dan Aykroyd : Chip, la guêpe (Hubert dans la VF) - Sylvester Stallone : Weaver - Anne Bancroft : La Reine - Jennifer Lopez : Azteca - Gene Hackman : Le Général Mandibule - Danny Glover : Barbatus - Christopher Walken : Le Colonel Cutter - Paul Mazursky : Le psychologue - Grant Shaud : Le contremaître - John Mahoney : Grebs / Scout ivre - Jane Curtin : Muffy - Jerry Sroka : Le barman | - Daniel Lafourcade : Z - Bernard Murat : Z (Doublage alternatif) - Virginie Ogouz : Princesse Bala - Jean Barney : Hubert, la guêpe (Chip dans la VO) - Alain Dorval : Weaver - Annie Bertin : La Reine - Danièle Hazan : Agnès, la guêpe (Muffy dans la VO) - Nathalie Juvet : Azteca - Philippe Catoire : Le Général Mandibule - Said Amadis : Barbatus - Éric Etcheverry : Foreman - Samuel Labarthe : Le Colonel Cutter - Marc de Georgi : La fourmi saoule au bar - Jean-Bernard Guillard : Le psychanalyste - Sylvain Lemarié : L'entraîneur de pioche - Josiane Pinson : La coccinelle - Michel Mella : Le moustique - Bruno Carna : La mouche - Marc Alfos : La araneae Source : Planète Jeunesse |

## Production
Guillaume Aretos qui avait illustré l'ouvrage de Bernard Werber Le Livre secret des fourmis : encyclopédie du savoir relatif et absolu (Albin Michel, 1993) a été repéré par Dreamworks et le studio d'animation lui a proposé de collaborer sur le film Fourmiz. Bernard Werber a déclaré : « le film d'animation Fourmiz est parti de mes romans sur les fourmis. Ma trilogie faisait l'objet à l'époque d'un projet d'adaptation lancé par Medialab pour Canal +, qui l'a proposé à Disney, qui a aimé le concept – sans avoir envie pour autant de payer les droits. Le patron de Disney, Jeffrey Katzenberg, est parti chez Dreamworks où il a fait Antz. Il a même embauché l'illustrateur de mes livres comme directeur artistique ! Disney de son côté a fait 1 001 Pattes. Il y a eu un procès entre les deux, mais moi, je n'ai pas l'esprit procédurier. J'ai quelque part une lettre de Spielberg (cofondateur de Dreamworks) où il explique qu'il ne savait pas qu'il y avait un projet français… »

## Distinctions
- ASCAP Award pour le Meilleur Box Office de Film en 1999 (Harry Gregson-Williams et John Powell)
- BMI Film Music Award (récompensant la composition musicale de Harry Gregson-Williams)
- Golden Reel Award du Meilleur son dans une production animée
- Nominations à la 27e cérémonie des Annie Awards du Meilleur réalisateur pour une production animée, Meilleure musique d'une production animée et Meilleur design d'une production animée (Eric Darnell et Tim Johnson)
- Nomination à la 52e cérémonie des BAFTA des Meilleurs effets spéciaux
- Nomination à la 3e cérémonie des Golden Satellite Awards du Meilleur film d'animation

## Anecdotes
- La scène de la danse du bar parodie la célèbre scène du bar du film Pulp Fiction. On y voit en effet Z et Bala reprendre certains des gestes qu'exécutaient John Travolta et Uma Thurman sur la piste de danse, comme le passage de la main en V devant les yeux. On peut d'ailleurs entendre dans le making-of le thème principal du film parodié : Misirlou, interprété par Dick Dale.
- Si, dans la version française, Woody Allen et Sylvester Stallone sont bien doublés par Bernard Murat et Alain Dorval, les autres comédiens n'ont pas en revanche leurs voix françaises habituelles (ce qui d'un autre côté aurait pu poser un problème vis-à-vis de Dan Aykroyd et Danny Glover qui ont à l'époque une même voix française régulière, celle de Richard Darbois). A noter que Daniel Lafourcade avait initialement enregistré le rôle de Z, avant d'être remplacé par Bernard Murat sur une décision du distributeur United International Pictures. Aujourd'hui, les deux versions françaises sont exploitées simultanément, que ce soit pour les éditions vidéos ou les diffusions télévisées[6].
- Le chant guerrier que chantent les fourmis avant l'assaut contre les termites est une reprise de When Johnny Comes Marching Home.
- Pendant le début de la révolution, les ouvriers chantent une version parodiée de Give Peace A Chance de John Lennon : Give Z a chance (Donne une chance à Z en VF).

## Autour du film
- Le film d'animation 1 001 Pattes, du « concurrent historique » de DreamWorks SKG, les Studios Pixar, sorti un mois à peine après Fourmiz.
- Avant Fourmiz, Sharon Stone, Sylvester Stallone, Gene Hackman et Christopher Walken ont déjà participé à un film écrit et réalisé par Woody Allen : la première a fait sa première apparition au cinéma dans Stardust Memories en 1980, le deuxième tient un petit rôle dans Bananas en 1971, le troisième dans Une autre femme en 1988 et le quatrième dans Annie Hall en 1977 où il interprète le frère du personnage éponyme. Dan Aykroyd jouera le patron du personnage de Woody Allen dans Le Sortilège du scorpion de jade en 2001. Enfin, Woody Allen et Sharon Stone se retrouveront dans Morceaux choisis d'Alfonso Arau en 2000, dans le film à sketches CyberWorld (où ils reprendront leurs personnages de Fourmiz avec Stallone) en 2000 et dans Apprenti Gigolo de John Turturro en 2013.